# خدمه پرواز (فیلم)
خدمه پرواز (به انگلیسی: Flight Crew) فیلمی محصول سال ۲۰۱۶ و به کارگردانی نیکلای لبدف است. در این فیلم بازیگرانی همچون ولادیمیر ماشکوف، دانیلا کوزلوفسکی، آگنه گرودیته، کاترینا شپیتسا، سرگی کمپو، النا یاکوولوا، سرگی رومانوویچ، سرگی شاکوروف، ایرینا لاچینا، نینا یوساتووا ایفای نقش کرده‌اند.